# الگوی ملودیک

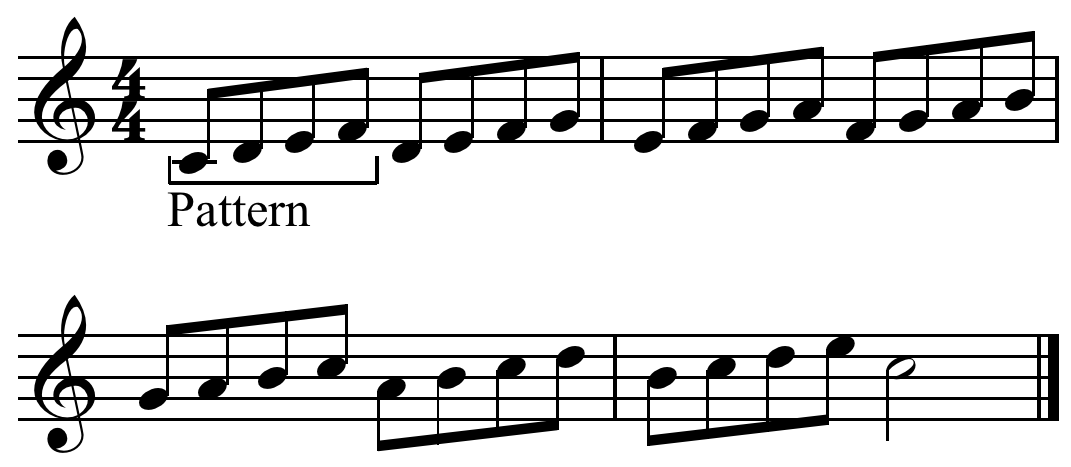
نمونهٔ الگوی ملودیک.

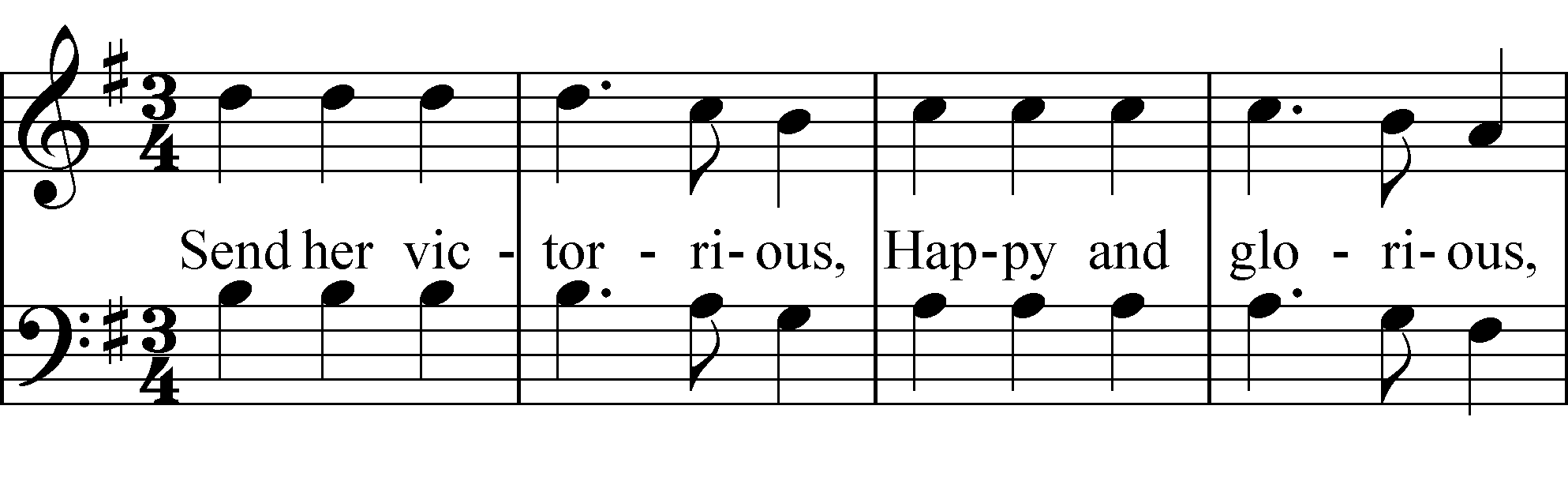
سکانس ملودیک در خط آواز، روی شعر «Send her victorious» (خط اول) و شعر «Happy and glorious» (خط دوم) از قطعهٔ خدا نگهدار ملکه باد

در موسیقی و بداهه‌نوازی، الگوی ملودیک (انگلیسی: Melodic pattern) سلول و ریشه‌ای است ملودیک (یا موتیف)، که پایه و اساسِ تکرار در یک الگو را تشکیل می‌دهد. این فیگور ملودیک با هر تمپویی قابل اجرا است. الگوی ملودیک ابتدا برای تکنوازی استفاده می‌شود، و با تمرین کافی، برای بداهه‌نوازی کاربرد زیادی دارد. سکانس به تکرار یک قسمت از ملودی در سطحی پایین‌تر یا بالاتر اشاره دارد و «سکانس ملودیک» با «سکانس هارمونیک» متفاوت است. یک نمونه از موتیف ملودیک و سکانس در خط آواز، روی شعر «Send her victorious» (خط اول) و شعر «Happy and glorious» (خط دوم) از قطعهٔ خدا نگهدار ملکه باد است.

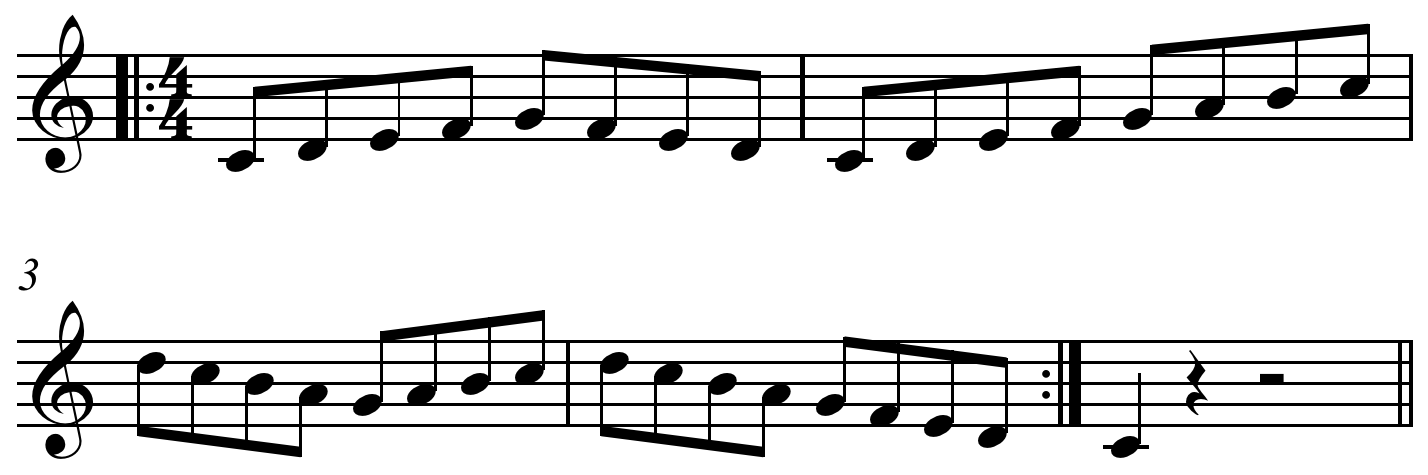
الگوی ملودیک در دو ماژور

الگوی ملودیک دقیقاً همان چیزی است که از نام آن مشخص می‌شود: یک ملودی، تم یا موتیف قوی است که با الگویی کم و بیش دقیق، در سطحی دیگری از زیروبمی تکرار می‌شود.